# Piłka nożna na Letnich Igrzyskach Olimpijskich 1904
Wyniki turnieju piłkarskiego rozegranego podczas Letnich Igrzysk Olimpijskich w 1904 r. w Saint Louis. 
W turnieju wystąpiły tylko trzy drużyny: dwie ze Stanów Zjednoczonych (Christian Brothers’ College St. Louis i St. Rose of St. Louis) oraz jedna z Kanady (Galt Football Club). Do zawodów zgłosiła się także kanadyjska Drużyna University Of Toronto, jednakże wycofała się przed rozpoczęciem rozgrywek.
W tym roku co igrzyska, bo 21 maja powstała FIFA, lecz organizacja ta nie podjęła się zorganizowania rozgrywek olimpijskich.

## Wyniki
| 16 listopada 1904 | Christian Brothers’ College St. Louis | 0:7(0:4) | Galt Football Club · Alexander Hall Gordon McDonald Frederick Steep Thomas Taylor | Francis Field, St. Louis · Sędzia: Paul McSweeney ( Stany Zjednoczone) |
|                   |                                       |          |                                                                                   |                                                                        |

Christian Brothers’ College St. Louis (USA):Luis Menges – Oskar Brockmeyer, John January – Thomas January, Charles January, Peter Ratican – Warren Brittingham, Alexander Cudmore, Charles Bartliff, Raymond Lawler, Joe Lydon

Galt Football Club (Canada): Ernest Linton – George Ducker, John Gourlay (k) – Robert Lane, Albert Johnston, John Fraser – Thomas Taylor, Frederick Steep, Alexander Hall, Gordon McDonald, William Twaits
| 17 listopada 1904 | St. Rose of St. Louis | 0:4(0:0) | Galt Football Club · Thomas Taylor Albert Hendersen nieznany gol samobójczy | Francis Field, St. Louis · Sędzia: Paul McSweeney ( Stany Zjednoczone) |
|                   |                       |          |                                                                             |                                                                        |

St. Rose of St. Louis (USA): Frank Frost – George Crook, Henry Jameson – Joseph Brady, Dierkes, Martin Dooling – Cormic Costgrove, O'Connell, Claude Jameson, Harry Tate, Thomas Cook

Galt Football Club (Canada): Ernest Linton - George Ducker, John Gourlay (k) – Robert Lane, Albert Johnston, Otto Christman – Thomas Taylor, Frederick Steep, Alexander Hall, Albert Henderson, William Twaits
| 20 listopada 1904 | St. Rose of St. Louis | 0:0(0:0) | Christian Brothers’ College St. Louis | Francis Field, St. Louis |
|                   |                       |          |                                       |                          |

St. Rose of St. Louis (USA): Frank Frost – George Crook, Henry Jameson – Joseph Brady, Dierkes, Martin Dooling – Cormic Costgrove, O'Connell, Claude Jameson, Harry Tate, Johnson

Christian Brothers’ College St. Louis (USA): Luis Menges - Oskar Brockmeyer, John January – Thomas January, Charles January, Peter Ratican – Warren Brittingham, Alexander Cudmore, Charles Bartliff, Raymond Lawler, Joe Lydon
| 21 listopada 1904 | St. Rose of St. Louis | 0:0(0:0) | Christian Brothers’ College St. Louis | Francis Field, St. Louis |
|                   |                       |          |                                       |                          |

St. Rose of St. Louis (USA): Frank Frost – George Crook, Henry Jameson – Joseph Brady, Dierkes, Martin Dooling – Cormic Costgrove, O'Connell, Claude Jameson, Harry Tate, Johnson

Christian Brothers’ College St. Louis (USA): Luis Menges - Oskar Brockmeyer, John January – Thomas January, Charles January, Peter Ratican – Warren Brittingham, Alexander Cudmore, Charles Bartliff, Raymond Lawler, Joe Lydon

## Mecz o drugie miejsce
| 23 listopada 1904 | St. Rose of St. Louis | 0:2 | Christian Brothers’ College St. Louis nieznane | Olimpic Stadion, St. Louis |
|                   |                       |     |                                                |                            |

St. Rose of St. Louis (USA): Frank Frost – George Crook, Henry Jameson – Joseph Brady, Dierkes, Martin Dooling – Cormic Costgrove, O'Connell, Claude Jameson, Harry Tate,Johnson

Christian Brother Brothers’ St. Louis (USA): Luis Menges – Oskar Brockmeyer, John January – Thomas January, Charles January, Peter Ratican – Warren Brittingham, Alexander Cudmore, Charles Bartliff, Raymond Lawler, Joe Lydon

## Medaliści
| Konkurencja | Złoto              | Srebro                      | Brąz                  |
| Piłka nożna | Galt Football Club | Brothers’ College St. Louis | St. Rose of St. Louis |

## Tabela medalowa
| L.p. | Państwo           | Złoty | Srebrny | Brązowy | Suma |
| 1    | Kanada            | 1     | 0       | 0       | 1    |
| 2    | Stany Zjednoczone | 0     | 1       | 1       | 2    |